# Minata Samaté Cessouma
Minata Samaté Cessouma, née le 14 juillet 1961 à Orodara (Burkina Faso), est une diplomate burkinabè. 
Ancienne ministre chargée de la Coopération régionale sous Blaise Compaoré, elle est commissaire à la santé, aux affaires humanitaires et au développement social de l’Union africaine en 2021.

## Biographie

### Formation
Minata Samaté Cessouma est diplômée de l’École nationale de magistrature de Ouagadougou, de l'Institut international d'administration publique et titulaire d’un master en administration internationale de l’université de Paris-I.

### Carrière diplomatique
Minata Samaté Cessouma commence sa carrière en 1994 au ministère chargé des Affaires étrangères du Burkina Faso en tant que cheffe de l’Unité chargée des relations avec les organisations internationales. 
En 1997, elle est affectée au siège de l’Union africaine, et de la commission économique pour l’Afrique, avant d'être nommée ambassadrice,. 
Minata Samaté est plus tard nommée conseillère diplomatique du président Blaise Compaoré, puis ministre déléguée chargée de la Coopération régionale en 2007. 
Depuis juin 2021, elle occupe le poste de commissaire à la santé, aux affaires humanitaires et au développement sociale à l'Union africaine,,.

### Vie privée
Minata Samaté Cessouma est mariée et mère de quatre enfants.